# Aldo Tavolaro
Aldo Tavolaro (Bari, 2 avril 1923 – Bari, 19 décembre 2012) est un astronome italien, spécialisée dans l'archéoastronomie, connu pour ses découvertes et sa thèse sur les implications mathématiques, astronomiques et symboliques dans la construction du Castel del Monte et dans autres architectures.

## Biographie
Aldo Tavolaro étudie la culture classique, de l'histoire de la pensée et de l'homme. Dès son jeune âge, il se consacre à l'étude de l'astronomie, choisissant peu-à-peu ce champ de spécialisation de l'archéoastronomie, ou l'astronomie des anciens en rapport à l'architecture du passé (des mégalithiques à l'époque du Moyen Âge), dans lequel les implications astronomiques sont fréquentes.
Son intuition et ses études sur le Castel del Monte où il montre une clé astronomico-mathématique et ésotérisme, lui ont valu la reconnaissance de la communauté de chercheurs et de passionnés du sujet, ainsi que sa présence sur différentes publications, revues scientifiques et dans la presse italienne et à l'étranger. Outre le Castel del Monte, d'autres monuments ont été traités par Aldo Tavolaro, entre autres : le Panthéon de Rome, la cathédrale de Saint Nicolas de Bari ; la cathédrale Notre-Dame de Chartres ; le Palazzo della Ragione à Padoue ; les Nuraghe de Sardaigne ; la structure mégalithique de Newgrange en Irlande ; le château de Versailles ; l'église Saint-Jacques-de-Compostelle de Nouvelle-Galice, au Mexique et l'abbaye de San Leonardo di Siponto.
Aldo Tavolaro a réalisé de nombreuses émissions de télévision pour la Rai, outre une intense activité en tant que conférencier. Il a écrit pour divers magazines (parmi lesquels : Coelum, Arx, Castellum, Officinae) ; il a publié plusieurs livres sur le monde astronomico-mathématique et ésotérique — dont certains ont été traduits en allemand, en espagnol, en anglais et en français).

## Publications
- Elementi di astronomia nell'architettura di Castel del Monte, Unione Tipografica, Bari, 1975
- Una stella sulla Murgia, Mario Adda Editore, Bari, 1981
- Il sole architetto a Castel del Monte, Mario Adda Editore, Bari, 1984
- Castel del Monte e il segreto dei Templari, (narrativa per la scuola) F. lli Laterza Editori, Bari, 1987 (OCLC 165626055)
- Castel del Monte e il Santo Graal, F.lli Laterza Editori, Bari, 1987 (OCLC 492508386)
- Il mito solare, F.lli Laterza Editori, Bari, 1988 ; rééd. 2004 (OCLC 955191603)
- Castel del Monte: pitagorismo e islamismo in Puglia, Istituto Universitario Orientale, Napoli, 1988
- Le favole del cielo, Schena Editore, Fasano, 1988
- Puglia piana… grande capitana, Accademia delle tradizioni pugliesi e Banca Popolare di Bari (fuori commercio), 1989
- Elementi di astronomia e matematica nell'architettura di Castel del Monte, Associazione Italiana per l'Informatica ed il Calcolo Automatico – A.I.C.A, 1990
- Castel del Monte, AA.VV., Mario Adda Editore, Bari, 1991
- (de) Castel del Monte, AA.VV., Mario Adda Editore, Bari, Die Sonne Architekt in Castel del Monte, 1991
- Astronomia e geometria nell'architettura di Castel del Monte, F.lli Laterza Editori, Bari, 1991
- Castel del Monte scrigno esoterico, F.lli Laterza Editori, Bari, 1991, rééd. 2003 (OCLC 886438242)
- Pietre come libri, Italgrafica Bari (fuori commercio), 1991 (OCLC 78628605)
- (de) Astronomie und geometrie in der architektur von Castel del Monte, traduction d'Ursule Kling, Bari, F.lli Laterza Editori, 1994 (OCLC 955596594)
- Frederico II di Svevia imperatore e Leonardo Fibonacci da Pisa matematico, Bari, F.lli Laterza Editori, 1995 (OCLC 835454236)
- Castel del Monte scienza e mistero in Puglia, Bari, Giuseppe Laterza, 2000 (OCLC 861071852)
- Federico II di Svevia e Leonardo Fibonacci da Pisa, éd. Laterza Giuseppe, 2008 ; rééd. 2016 (OCLC 955244422)